# E29
La ruta europea E29 és una carretera que forma part de la Xarxa de carreteres europees. Comença a Colònia (Alemanya) i finalitza a Sarreguemines (França) passant per Luxemburg. Té una longitud de 323 km.
Té una orientació de nord a sud i passa per Alemanya, Luxemburg i França.

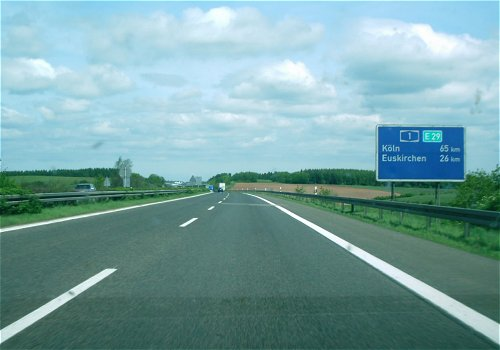
L'E29 a Alemanya entre Luxemburg i Colònia.